# 新興仏教青年同盟
新興仏教青年同盟（しんこうぶっきょうせいねんどうめい）、略称：新興仏青同盟は、1931年（昭和6年）4月5日に、大日本日蓮主義青年団を退団した妹尾義郎らによって結成された仏教団体。
世界恐慌後の労働争議、小作争議の頻発を背景として、仏教者が宗派を超えて大同団結して、社会的な実践にあたることを志向した。反ファッショ・反国家主義のほか、資本主義の改造を訴え、既成の仏教界からは「赤色仏教」として批判され、左翼主義者からは日和見主義的な観念仏教として攻撃された。
妹尾ら幹部が全国を遊説して各地の仏教者に支持を広げ、無産運動を支援、1934年から翌年にかけて東北地方大冷害・飢饉の救援活動を展開するなどしたが、1936年12月に妹尾が治安維持法違反容疑で逮捕・拘留され、翌1937年10月20日に幹部12人が一斉逮捕されて同盟は解散を命じられ、翌年5月までに同盟員など約200人が検挙された。

## 関連文献
- 稲垣真美『仏陀を背負いて街頭へ―妹尾義郎と新興仏教青年同盟』岩波書店<岩波新書>、1974年
- 松根鷹「反権力の仏教者 - 妹尾義郎と新興仏教青年会」水上勉・柳田邦夫（編）『宗教と人間を問う』ヘップ出版、1974年、JPNO 74008950
- 圭室諦成（監修）『日本仏教史 第3巻 近世・近代編』法蔵館、1967年、NDLJP 2979496
- 吉田久一「仏教思想の近代化」『現代日本思想大系 七 仏教』筑摩書房、1965年、NDLJP 2940606/6
- 林霊法『現代思想と仏教の立場』（第3部）百華苑、1962年、NDLJP 2966410/119
- 中濃教篤・壬生照順（著）『信仰者の抵抗 - 宗教平和運動の歴史』誠信出版、1959年、NDLJP 2994863
- 山本清嗣「司法秘録 仏青事件の真相」『地球単位時代 - 平和と自由を求めて』北国新聞社、1959年、133頁-、NDLJP 2934099/72
- 小室裕充「新興仏青へのアプローチ」（あそか「近代宗教100年の証言」）